# Euseius orientalis
Euseius orientalis är en spindeldjursart som först beskrevs av El-Badry 1968.  Euseius orientalis ingår i släktet Euseius och familjen Phytoseiidae. Inga underarter finns listade i Catalogue of Life.